# Mercedes-Benz W163
Mercedes-Benz W163 – перше покоління позашляховиків M-класу від німецької автомобільної марки Mercedes-Benz. Прем'єра автомобіля відбулася у лютому 1997 року з початком продажів у вересні того ж року. Виробництво першого покоління M-класу завершилося в 2005 році, а на зміну йому прийшли автомобілі серії Mercedes-Benz W164.

## Передісторія

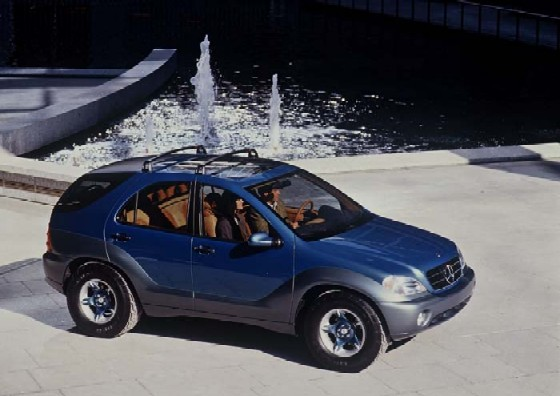
Mercedes-Benz AAV

У 1990-х роках керівництво компанії Mercedes-Benz висунуло план по заміні G-класу, який на той час перебував у виробництві протягом 11 років. В результаті в 1991 році з Mitsubishi Motors було підписано угоду про спільну розробку та випуск транспортних засобів класу SUV, про що публічно було оголошено в червні того ж року. У травні 1992 року проект був скасований з посиланням на «технічні проблеми» і компанія Mercedes-Benz продовжила розвивати ідею на домашній території з січня 1993 року. У березні 1993 року був ініційований проект з пошуку відповідного місця для створення заводів в США. До вересня вибір припав на містечко в штаті Алабама і в 1994 році почалося будівництво.
У той час, як в США велися будівельні роботи, в Німеччині тривала робота над проектом по введенню нової лінійки позашляховиків. Проектні роботи проходили з кінця 1992 по 1994 рік. Дизайном майбутньої моделі займалася студія в Зіндельфінгені. Фінальний прототип був обраний в 1993 році і затверджений виконавчою радою в лютому 1994 року. Патенти на промислові зразки були подані в Німеччині 13 липня 1994 року, а в США — 13 січня 1995 року. Тестування дослідних зразків почалося з випробування муляжів і краш-тестів з використанням макетів в травні 1994 року.
Перший робочий прототип був представлений в лютому 1995 року. Повний цикл тестування проводилося з березня 1995 року по грудень 1996 року в різних кліматичних умовах і регіонах світу. Дослідне виробництво стартувало в травні 1996 року. Тоді ж компанія представила концептуальний автомобіль Mercedes-Benz AAV (від англ. All Activity Vehicle).
У липні 1996 року був даний старт для підготовки і запуску виробництва на заводі Mercedes-Benz U.S. International в Алабамі.

## Опис

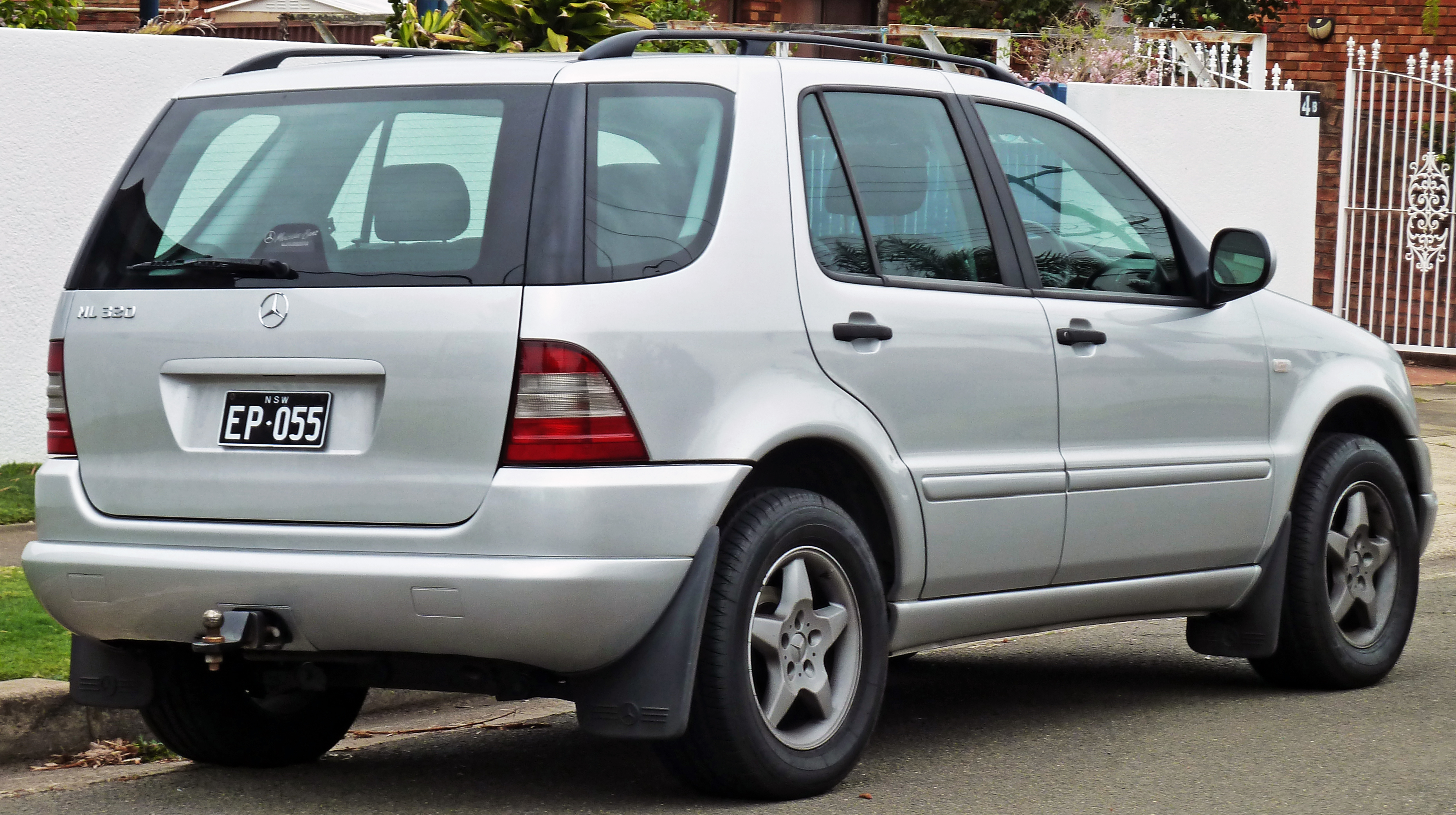
Mercedes-Benz ML 320 W163 (1997—2001)

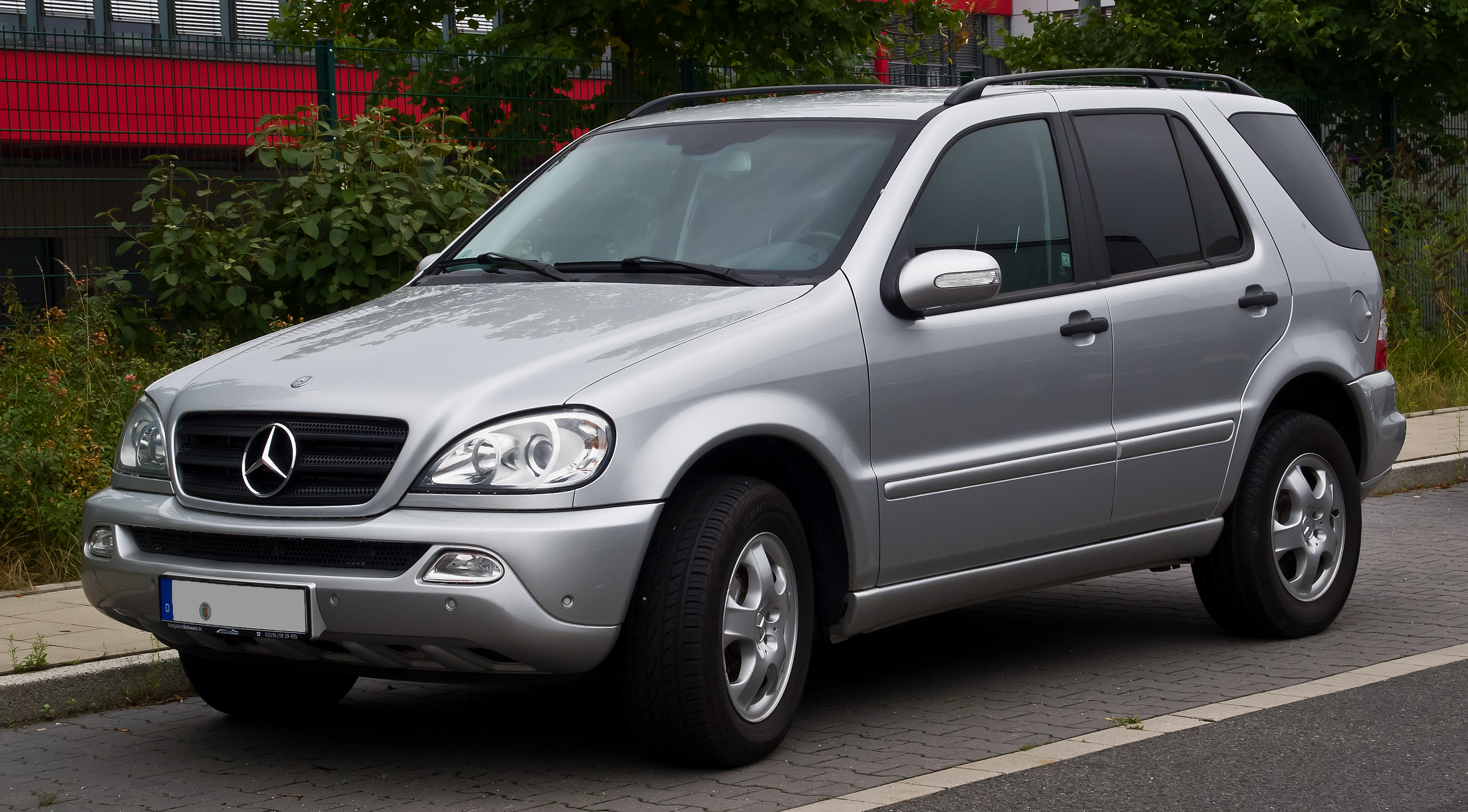
Mercedes-Benz ML 270 CDI W163 (2001—2005)

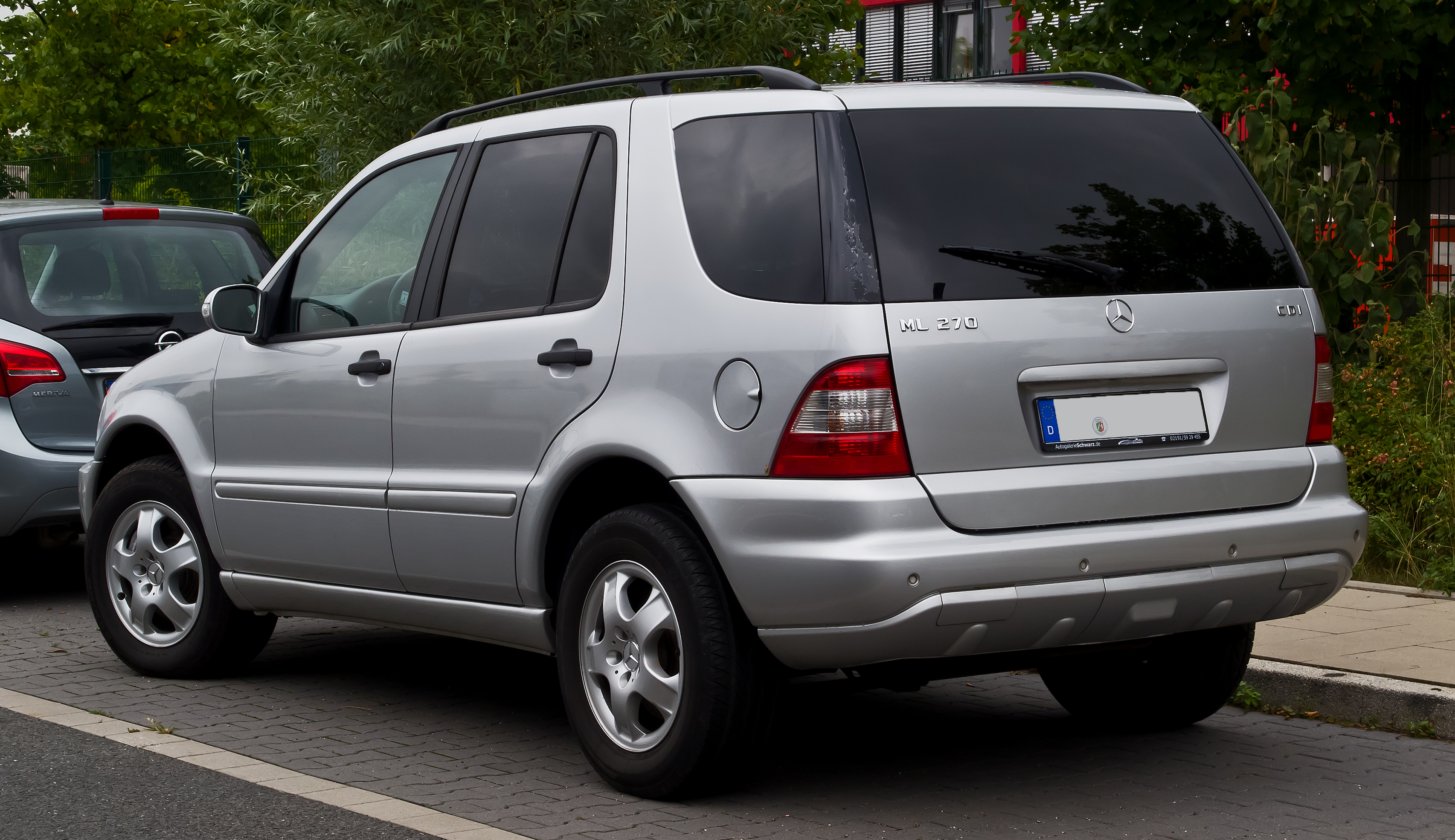
Mercedes-Benz ML 270 CDI W163 (2001—2005)

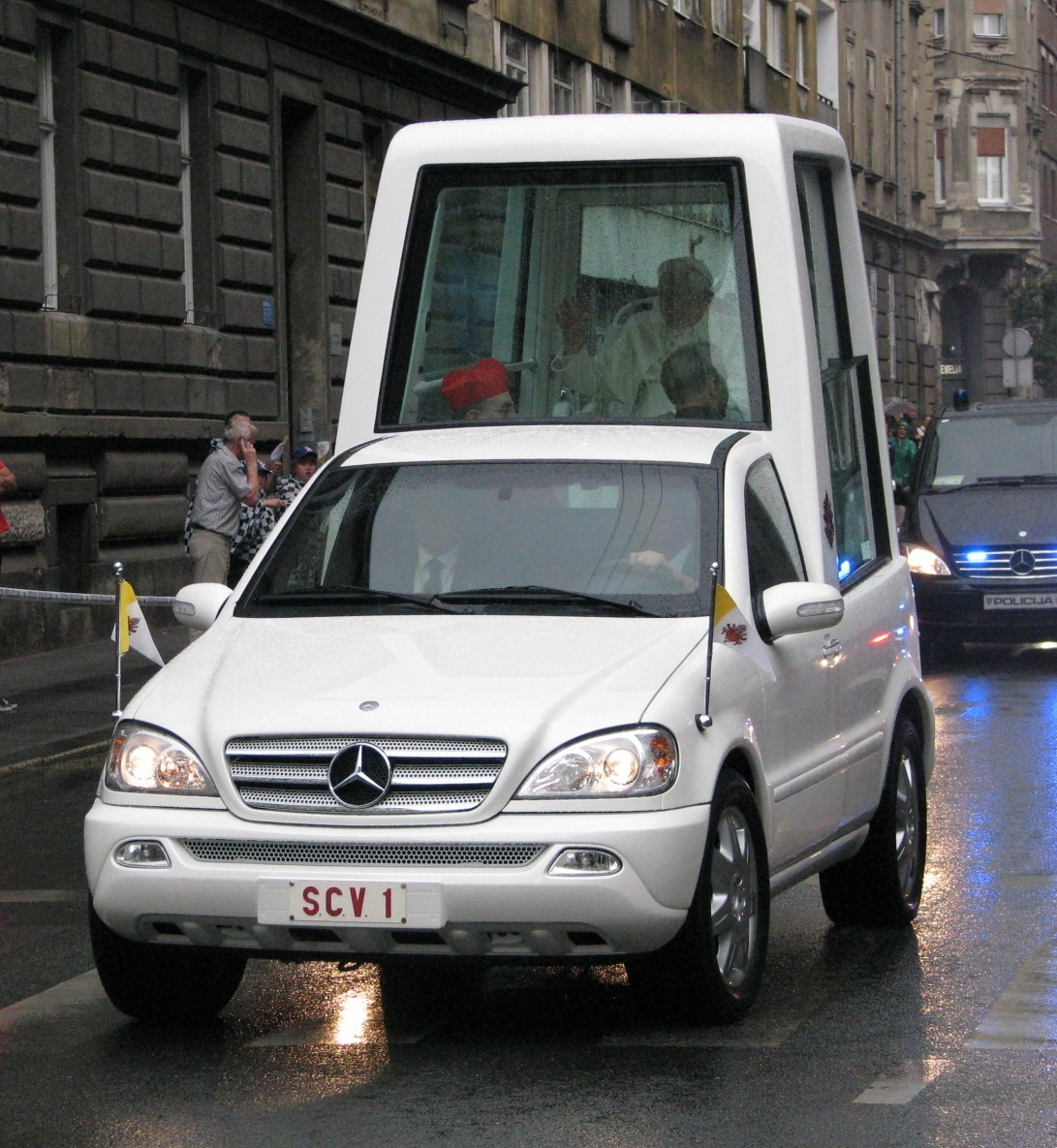
Mercedes Benz ML Папамобіль

Модель М-класу з кузовом W163 була вперше представлена у 1997 році.
Компактні зовнішні габарити і різноманітність виконання, в залежності від практичного призначення автомобіля, виділяють М-клас серед подібних автомобілів з точки зору функціональності та ефективності. Тому новий «Мерседес-Бенц» однаково придатний для поїздки по бездоріжжю, для виїзду за місто всією сім'єю, подорожі чи ділової поїздки. Місткий 5-дверний кузов M-класу з додатковими сидіннями в багажному відділенні може перевозити сім пасажирів. Об'єм вантажного відсіку 0,16 м3, а в разі складання задніх сидінь третього ряду багажник збільшується до 0,633 м3. У 2-х місному варіанті автомобіль таким чином перетворюється на просторий фургон місткістю до 2,02 м3. Автомобіль оснащений пристроєм для транспортування важкого причепа — здатний тягнути за собою причіп масою до 2650 кг. Максимальна швидкість — від 177 до 186 км/год.
Всюдихід виконаний не з несучим кузовом, а на основі рамної конструкції. Два лонжерона і три поперечки, виконані з жорстких замкнутих коробчастих профілів, зварених в конструкцію, за формою нагадує сходи. Кузов міцно з'єднаний з рамою за допомогою десяти гумових опор, які гасять коливання і шуми, що виникають при їзді, і не пропускають їх всередину салону. Зона деформації передньої частини кузова і низькорзташована рама сконструйовані таким чином, що при ударі вони поглинають частину енергії руху другого учасника зіткнення.
У моделі ML були втілені цікаві технічні ідеї, перш за все стосуються приводу на всі колеса. На відміну від більшості конкурентів, автомобіль має постійно включений привід всіх коліс. Фахівці компанії відмовилися від блокування диференціалів в розподільній коробці і в ведучих осях, як це було в моделі G, зате оснастили автомобіль електронною системою контролю сил тяги на кожному колесі Four Wheel Electronic System (4-ETS). Якщо одне з коліс пробуксовує, тягове зусилля забезпечується його пригальмовуванням, що в умовах бездоріжжя дає такий же ефект, як і застосування механічного блокування. Спеціальний «позашляховий» режим роботи АБС допускає блокування передніх коліс на крутих спусках. Крім моделі ML230, всі інші серійно комплектуються системою динамічної стабілізації при русі EPS, поліпшує курсову стійкість автомобіля в будь-яких дорожніх умовах.
Автомобілі М-класу з'явилися в Західній Європі навесні 1998 року. У програму постачання входили три варіанти моделі з чотирьох-, шести- або восьмициліндровими бензиновими двигунами: базова ML230, оснащена 4-циліндровим двигуном, об'ємом 2,3 л, потужністю 110 кВт/150 к.с. при 5400 об/хв; 6-циліндрова модель ML320 з двигуном V6, потужністю 160 кВт/218 к.с., який відрізняється низькою витратою палива і малою токсичністю вихлопних газів.
З весни 1999 року в Європу поставляється 8-циліндровий варіант ML 430, потужністю 200 кВт/272 к.с. при 5750 об/хв, використовуваний також і в Е-класі. Автомобілі комплектують гідромеханічними автоматичними коробками передач (крім ML230) з системою обмеження швидкості SPEEDTRONIC, так само в комплектацію входить незалежна підвіска всіх коліс, рамне шасі і роздавальна коробка із заниженою передачею.
Автомобілі серійно оснащуються: активною сервісною системою ASSYST, подушками безпеки для водія і пасажира на передньому сидінні і в бічних передніх дверях, електричним приводом стекол і дзеркал, протиугінною системою ELCODE, легкосплавними колісними дисками з позашляховими шинами 225/75 R 16, гідропідсилювачем рульового механізму, центральним замком з дистанційним радіоуправлінням, кондиціонером (для ML320, ML430).
У 2000 році ці машини не змінилися, проте модельний ряд доповнили два нових базових варіанти — економічний ML270 CDI і потужний ML55 AMG. Перший комплектується рядним 5-циліндровим 2,7-літровим турбонаддувним дизелем з системою Common-Rail, потужністю 163 к.с. і механічною 6-ступінчастою коробкою передач. Він володіє більш високими динамічними якостями, ніж бензиновий ML230, і приблизно на чверть економічніший.
Перша модернізація позашляховиків ML-класу була проведена влітку 2001 року. У пострестайлінговій версії ML наблизився до своїх німецьких родичів за рівнем люксового устаткування, відчуттю комфорту, якості і продуманості конструкції. Визнаний американцями одним з найбезпечніших «офф-Родерів», ML отримав 8 подушок безпеки, з яких тільки задні бічні не поставляються «в стандарті».
Оновився зовнішній вигляд автомобіля за рахунок зміненого переднього бампера, який став складатися як би з двох частин, нової світлотехніки у вигляді кришталево-оптичних фар, також з'явились дзеркала заднього виду з дублюючими сигналами повороту, а у стандартних тепер для всіх ML 17-дюймових дисків новий 6-ти спицевий малюнок. Змінився інтер'єр салону: для всіх модифікацій зараз входить дерев'яна обробка центральної консолі, автоматичний клімат-контроль з датчиком, реєструючим сонячне випромінювання, і автомат включення фар. Список замовленого устаткування невеликий: бі-ксенонові фари, паркувальні радари, мультимедійна COMAND з можливістю обробки SMS-повідомлень на екрані і два, що складаються, додаткових пасажирських місця в багажнику.
Головні зміни під капотом, куди з моторного відсіку S-класу перекочували дві «вісімки»: колишній ML430 замінив потужніший ML500 з 5-літровим бензиновим V8 зі зменшеною потужністю з 306 до 292 к.с. , що дозволило розвивати до 222 км/год, а також могутній 250-сильний турбодизель об'ємом 4.0 л. Цей ML400 CDI розвиває 213 км/год, а розганяється з місця до 100 км/год за 8,1 с проти 7,7 у ML500. 5-літровик легко розправляється з важкою машиною, поступаючись в розгоні лише на одну секунду 347-сильній топ-моделі ML55 від тюнінгового ательє AMG. Решта силових агрегатів не змінилися.

### Результати з Краш-Тесту
| Зірки в Euro NCAP з Краш-тесту |

### Двигуни
- 2.3 л M111.970 I4
- 3.2 л M112 E32 V6
- 3.7 л M112 E37 V6
- 4.3 л M113 E43 V8
- 5.0 л M113 E50 V8
- 5.4 л M113 E55 V8
- 2.7 л OM612 I5 (diesel)
- 4.0 л OM628 V8 (diesel)

### 55 AMG

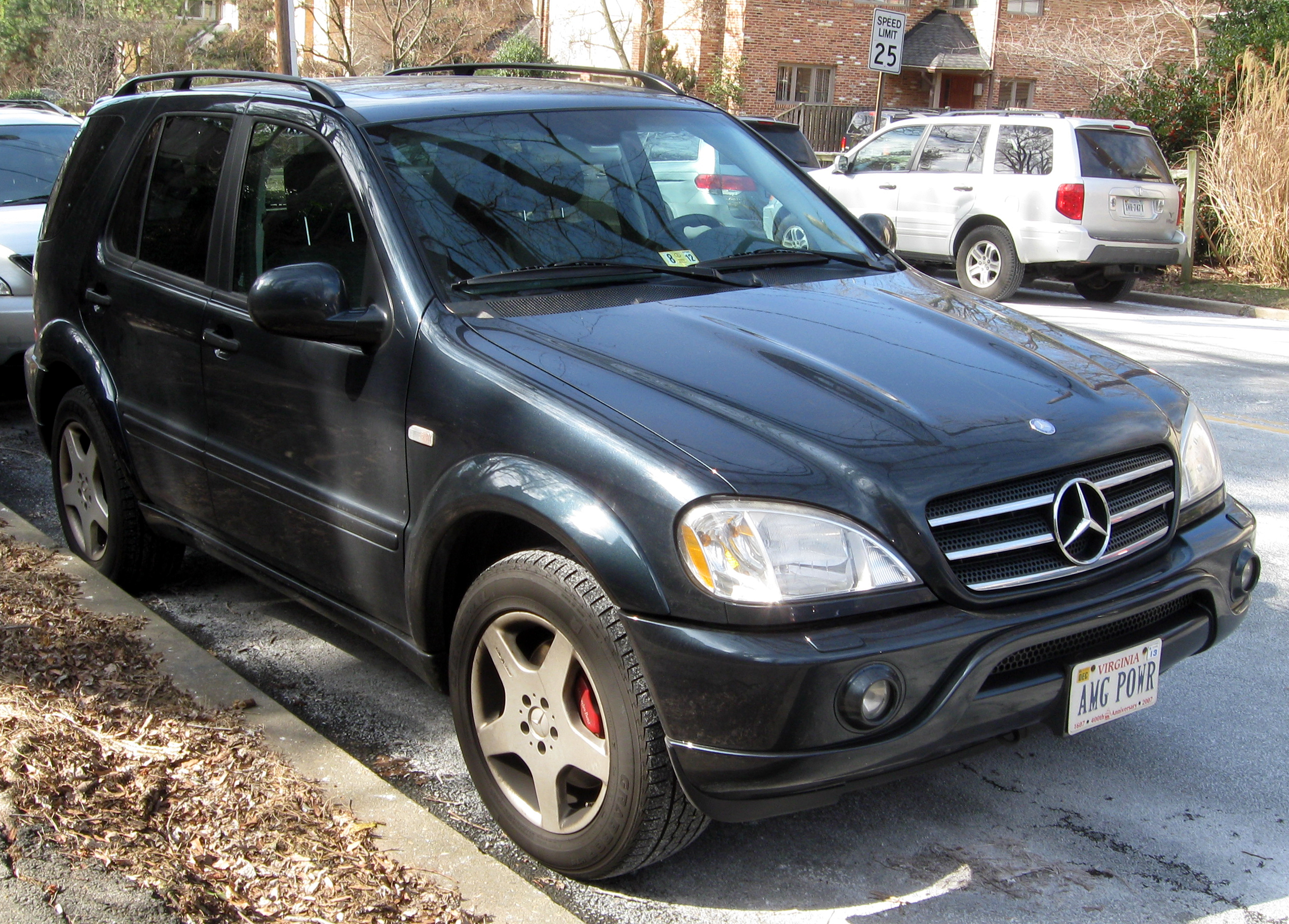
Mercedes Benz ML55 AMG

У 2000 році почалося виробництво кросовера Mercedes ML 55 AMG. Топ-версія сімейства оснащувалася атмосферним мотором V8, 5.4 л, серії M113. Агрегат з трьома клапанами на циліндр розвивав потужність 347 к.с. і 510 Нм в діапазоні 2800-4500 об/хв. П'ятидверка масою 2230 кг досягала 100 км/год через 6,8 с після початку руху, а максимальна швидкість дорівнювала 235 км/год. Повнопривідний автомобіль з п'ятидіапазонним «автоматом», чотирьохпоршневими супортами спереду і двохпоршневими ззаду, щільнішою підвіскою коштував у США $65 900. Таких 55 AMG було випущено понад 11 тисяч штук.